# Kapel van 't Eikske
De Kapel van 't Eikske is een kapel in de tot de Vlaams-Brabantse gemeente Landen behorende plaats Neerlanden, gelegen aan de Langstraat.

## Geschiedenis
Deze kapel bevindt zich langs een oude heerbaan die voert van Neerlanden naar Dormaal. De kapel staat op een hoog punt in het landschap en werd vanouds vergezeld van een grote kapelboom. De geschiedenis gaat terug tot 1575 toen hier een meisje werd vermoord door een Spaanse ruiter. Er werd toen een Mariabeeldje in een boom opgehangen. De dader werd 10 dagen later opgepakt en vond zijn einde op het nabijgelegen galgenveld. Het Mariabeeldje bevond zich in een boomkapelletje.
Moeders van koortslijdende kinderen baden hier en bonden lintjes aan de tralies van het kapelletje om daarna zo snel mogelijk naar huis te lopen. Hoe sneller ze liepen, hoe meer kans er was op genezing omdat de koorts hen dan niet kon achtervolgen.
Het kapelletje hing aan een indrukwekkende eik, maar in 1705 werd deze eik omgehakt door Hollandse soldaten. Het beeldje werd echter door de pastoor gered. In 1713 was er weer vrede, er werd een kapelletje gebouwd en een nieuwe eik geplant. Halverwege de 19e eeuw was de kapel zodanig vervallen dat het beeld weer in de boom werd geplaatst. In 1876 werd de kapel hersteld en omstreeks 1900 werd de eik vervangen door twee lindebomen.
In 1944 werd het beeld gestolen en een nieuw beeld werd geplaatst. In 1977 werden het beeldje en de kapel vernield door vandalen. Een nieuwe kapel kwam in 1978 gereed.

## Kapel
Het betreft een bakstenen pijlerkapel en het huidige beeldje is van 2010. In 1667 was al sprake van een jaarlijkse bedevaart waarvan de continuïteit enkele malen werd doorbroken. Vanaf 1940 vond opnieuw een jaarlijkse bedevaart plaats.